# MÁV-telep (Felsőrákos)
A felsőrákosi MÁV-telep Budapest X. kerületének, Kőbányának egyik kisebb városrésze.

## Története
Nem ismert pontosan, hogy a felsőrákosi MÁV-telep mikor épült. Tekintve, hogy a századfordulón jelentős MÁV-építkezések zajlottak, illetve, hogy több más budapesti MÁV-telep (így pl. Kőbányai MÁV-telep, Ferencvárosi MÁV-telep) is ebben az időben épült, feltételezhető, hogy a felsőrákosi MÁV-telep is valamikor az 1890-es–1900-as években létesülhetett valószínűleg Rákos vasútállomás dolgozói számára.
A telep Rákos vasútállomás – Keresztúri út – Körvasút által határolt részen fekszik, épületei jellemzően MÁV-típusépületek.
A házak többsége napjainkban is lakott, de sok közülük erősen lepusztult állapotban van. Több épület ugyanakkor lakatlan, illetve hajléktalan csoportok használják olykor életvitelszerűen.
Érdekesség, hogy a területen vezet át az EGIS Gyógyszergyár iparvágánya, amelyen – eltérően az iparvágányok nagy részétől – még napjainkban is aktív teherforgalom zajlik.

## Képtár

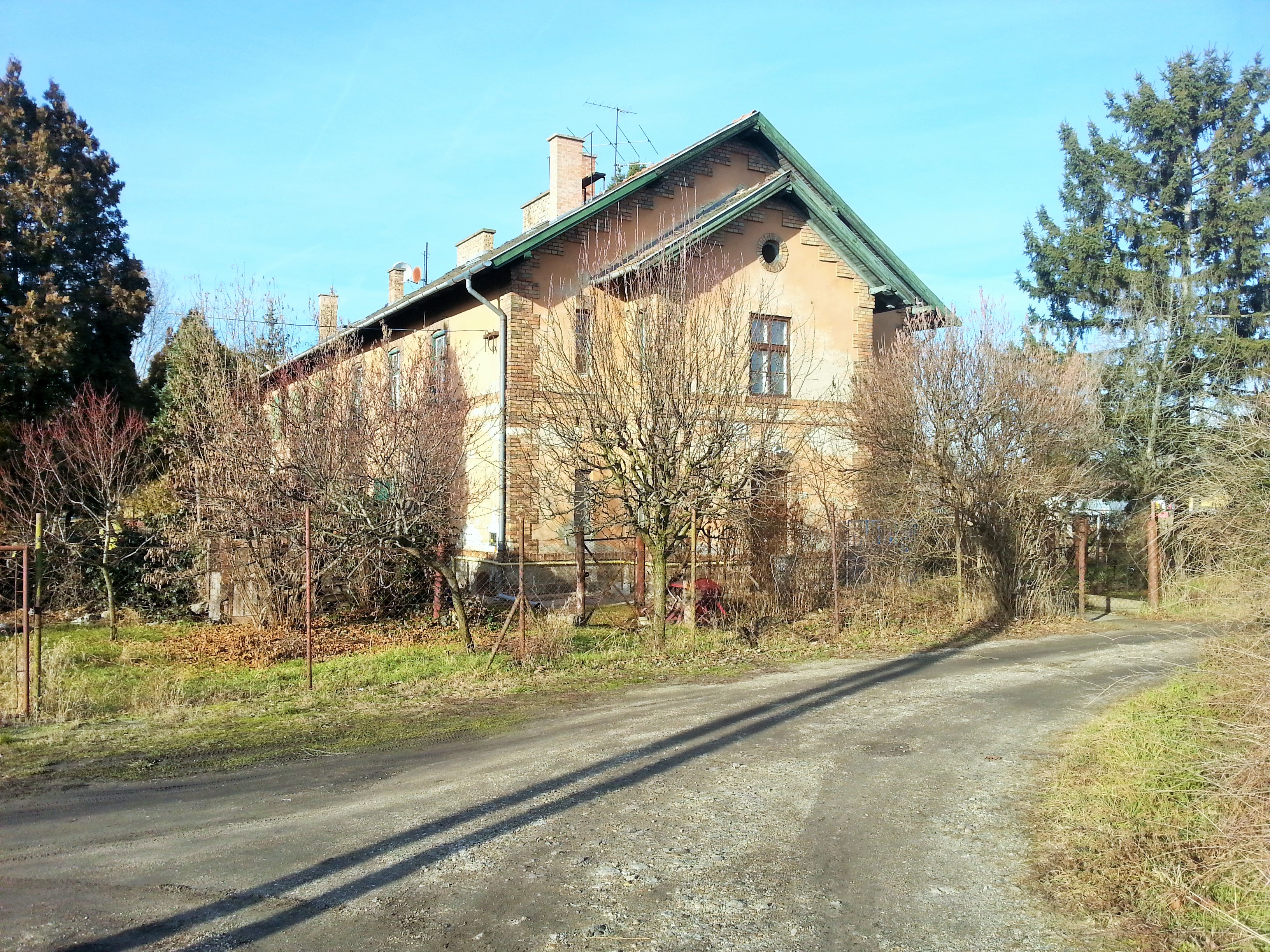
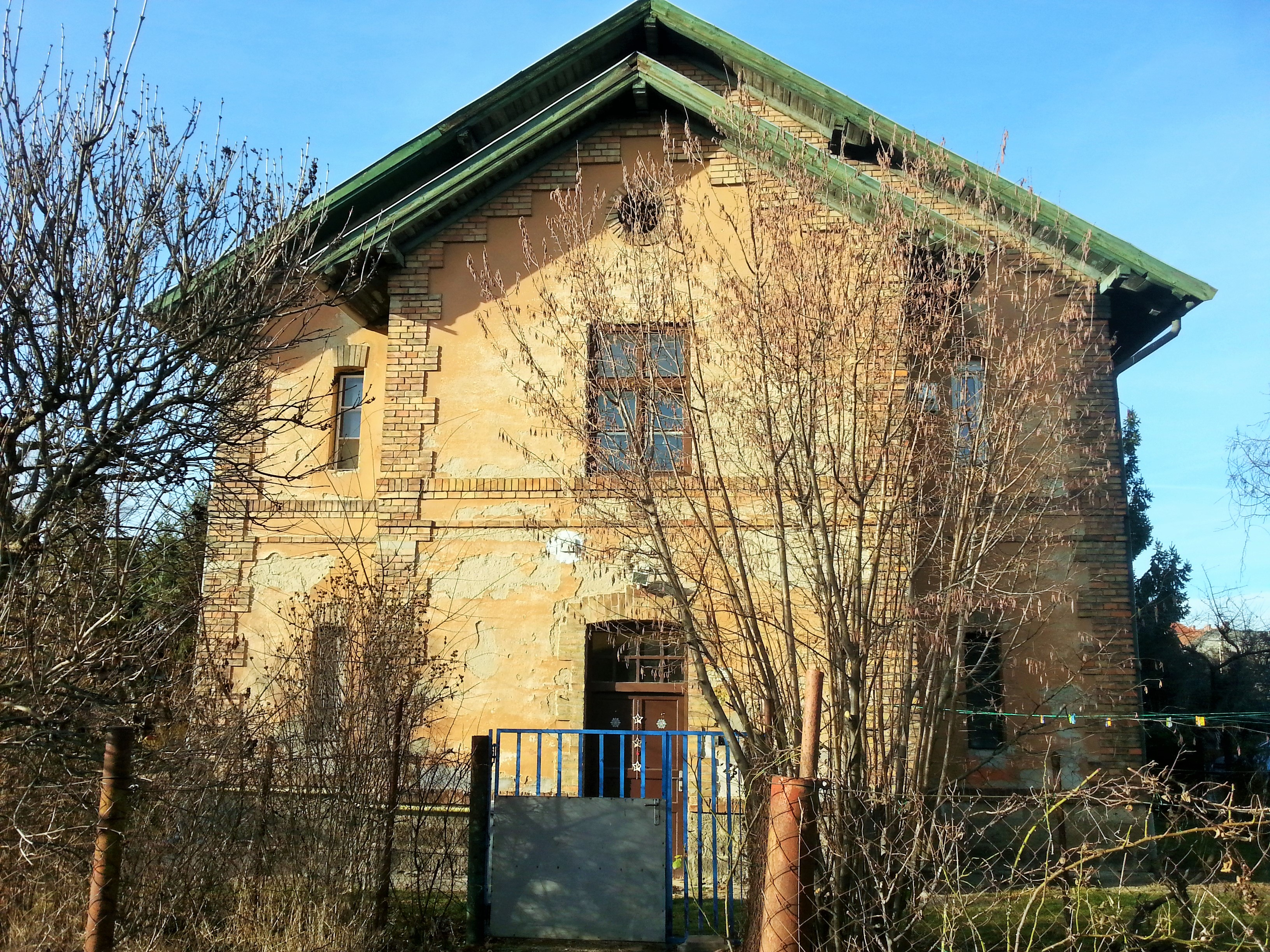